# Tion Wayne
Pour les articles homonymes, voir Wayne.
Dennis Junior Odunwo, connu sous le nom de scène de Tion Wayne, né le 1er septembre 1993 à Edmonton (Royaume-Uni), est un rappeur britannico-nigérian ,,.
Il est apparu en tant qu'invité sur trois singles classés dans le top 10 du UK Singles Chart - Options de NSG, Keisha & Becky avec Russ Millions et Houdini de KSI - avant d'obtenir son premier succès dans le top 10 en tant qu'artiste principal avec I Dunno en collaboration avec Dutchavelli et Stormzy, qui s'est top 7ᵉ, et son premier numéro 1 avec Body aux côtés de Russ Millions,.

## Biographie

### Jeunesse et formation
Dennis Junior Odunwo est né à Edmonton, au nord de Londres,,. Ses parents sont des immigrants du Nigeria. Sa mère était infirmière et son père était ingénieur informaticien. Il est un enfant du milieu et voulait devenir comptable.

### Carrière

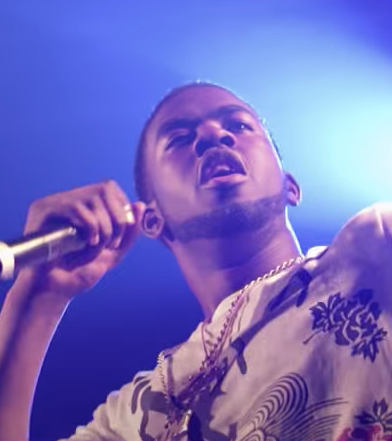
Tion Wayne en 2017 lors du Headline Show

Dennis Junior Odunwo a commencé à se faire un nom sur la scène musicale en 2010 après avoir après avoir diffusé quelques vidéos sur YouTube,,. En 2014, il a sorti sa première mixtape, intitulée Wayne's World. Odunwo a lentement commencé à se constituer un public fidèle. En 2016, il a soutenu des artistes tels que le rappeur américain Rick Ross et l'artiste ghanéen Sarkodie. Sa mixtape suivante, Wayne's World Vol. 2, est également sorti cette année-là. En 2017, Odunwo a sorti Transition EP. Il a fait ses débuts dans le UK Singles Chart au début de l'année 2019 lorsqu'il a participé au single Options du groupe londonien NSG, qui s'est classé septième du classement. Il a également sorti Wayne's World 3 en 2019.
Son single Keisha & Becky avec le rappeur britannique Russ Millions a également atteint le top 10 britannique, se classant à la septième place. En 2020, Odunwo est apparu aux côtés du rappeur et chanteur Swarmz et du rappeur KSI sur le single Houdini. Le single s'est classé à la sixième place du UK Singles Charts,. Peu après, il a sorti son single I Dunno avec Dutchavelli et Stormzy, qui a également atteint le top 10 britannique, se classant à la septième place,.
En 2021, Tion Wayne a sorti Body, une deuxième collaboration avec Russ Millions. Un remix est sorti le 22 avril. La chanson s'est classée à la première place du UK Singles Chart, devenant ainsi la première chanson de drill britannique à se classer à la première place.
En mai 2023, Tion Wayne s'est rendu à la résidence du défunt rappeur Sidhu Moose Wala dans son village du Punjab, en Inde. Il est également allé rendre hommage à ses parents et tourner un clip vidéo pour la chanson Healing. Tion Wayne et Moosewala ont déjà collaboré sur le titre Celebrity Killer en 2021.

## Controverses
Le 4 mars 2017, Tion Wayne est impliqué dans une rixe à l'extérieur d'une boîte de nuit à Clifton, Bristol, où il fait partie des artistes qui performe en tant que DJ sur place. La rixe a impliqué plus de 100 personnes. Tion Wayne, ainsi que trois autres hommes, ont été condamnés par la Bristol Crown Court le 9 novembre. Tion Wayne est condamné à 16 mois de prison.
Le 17 novembre 2020, Tion Wayne est impliqué dans une altercation avec le rappeur Headie One à bord d'un vol Dubaï-Londres, le rappeur Morrisson a tenté de les séparer peu après l'embarquement,.

## Discographie

### Singles
| Année | Titre                                                   | Meilleure position | Meilleure position | Meilleure position | Certifications                                                 | Album             |
| Année | Titre                                                   | UK                 | AUS                | NZ                 | Certifications                                                 | Album             |
| ----- | ------------------------------------------------------- | ------------------ | ------------------ | ------------------ | -------------------------------------------------------------- | ----------------- |
| 2017  | Streetz Dem (avec Brandz)                               | —                  | —                  | —                  |                                                                | —                 |
| 2017  | I'm On (avec Kojo Fundz)                                | —                  | —                  | —                  |                                                                | —                 |
| 2017  | Gone Bad (avec Geko & One Acen)                         | —                  | —                  | —                  |                                                                | —                 |
| 2017  | Cmon (avec Hardi Caprio)                                | —                  | —                  | —                  |                                                                | —                 |
| 2018  | Home                                                    | —                  | —                  | —                  |                                                                | —                 |
| 2018  | One My Life                                             | —                  | —                  | —                  |                                                                | —                 |
| 2018  | Sweet Thug (avec One Acen)                              | —                  | —                  | —                  |                                                                | —                 |
| 2019  | Keisha & Becky (avec Russ Millions)                     | 7                  | —                  | —                  | - Royaume-Uni (BPI) : 2x Platine                               | T Wayne's World 3 |
| 2019  | Married to the £                                        | —                  | —                  | —                  |                                                                | —                 |
| 2019  | Drive By (avec Swarmz)                                  | 57                 | —                  | —                  |                                                                | T Wayne's World 3 |
| 2019  | 2 On 2 (avec Jay1 )                                     | 53                 | —                  | —                  |                                                                | T Wayne's World 3 |
| 2019  | 2/10 (avec One Acen)                                    | —                  | —                  | —                  |                                                                | T Wayne's World 3 |
| 2020  | 4 Am (avec Manny Norté, 6lack, Rema & Love Renaissance) | —                  | —                  | —                  |                                                                | —                 |
| 2020  | I Dunno (avec Dutchavelli & Stormzy)                    | 7                  | —                  | —                  | - Royaume-Uni (BPI) : Platine                                  | —                 |
| 2020  | Deluded                                                 | 26                 | —                  | —                  |                                                                | —                 |
| 2021  | Body                                                    | 1                  | 1                  | 1                  | - Royaume-Uni (BPI) :2x Platine - Australie (ARIA) :2x Platine | Green With Envy   |
| 2021  | Wow                                                     | 21                 | —                  | —                  | - Royaume-Uni (BPI) : Argent                                   | Green With Envy   |
| 2021  | Wid It (avec ArrDee)                                    | 19                 | —                  | —                  | - Royaume-Uni (BPI) : Argent                                   | Green With Envy   |
| 2022  | Knock Knock (avec M24)                                  | 21                 | —                  | —                  |                                                                | —                 |
| 2022  | IFTK (La Roux)                                          | 6                  | —                  | —                  | - Royaume-Uni (BPI) : Argent                                   | —                 |
| 2022  | Let's Go (avec Aitch)                                   | 30                 | —                  | —                  |                                                                | —                 |
| 2023  | Healing                                                 | 35                 | —                  | —                  |                                                                | —                 |
| 2023  | Amen (avec Nines)                                       | 43                 | —                  | —                  |                                                                | —                 |
| 2024  | Lowkey (LDN Drift) (avec Hedex & Takura)                | —                  | —                  | —                  |                                                                | —                 |

### Apparitions
2017 : 
- Mazi Chukz - Sugar Gyaldem
- Team Ay avec Tion Wayne, Afro B & Eugy - Hot Property

2018 : 
- NSG - Options (sur l'album Roots) 2x Platine[19]
- Cadet avec Ay em & Tion Wayne - Trendy

2019 : 
- Swarmz - Bally Argent[19]

2020 : 
- M24 - London Argent[19]
- KSI avec Swarmz & Tion Wayne - Houdnini (sur l'album Dissimulation) Argent[19]
- Tinie Tempah - Moncler
- B Young - The Last Night
- Rudimental avec Anne-Marie & Tion Wayne - Come Over  Or[19]

2021 :
- Sidhu Moose Wala - Celebrity Killer
- Steel Banglez avec Tion Wayne & Morrisson - Blama Or[19]

2022 :
- A1 avec J1 & Tion Wayne - Night Away (Dance) Or[19]
- GRM Daily avec Giggs & Tion Wayne - Suffer
- Benzz avec Tion Wayne & French Montana - Je m'appelle